# Парафренический синдром
Парафрени́ческий синдро́м, или парафре́нный синдро́м (от др.-греч. παρά — около и φρήν — ум, рассудок; лат. syndromum paraphrenicum) — бредовый синдром, который характеризуется сочетанием фантастических бредовых идей, чаще всего величия и преследования, а также явлениями психического автоматизма и галлюцинациями или псевдогаллюцинациями. Тяжёлая форма бредового синдрома, более тяжёлая, чем паранойя (паранойяльный синдром) и параноид (параноидный синдром).

## История
Парафрения как отдельная нозологическая единица была впервые описана Эмилем Крепелином. Парафрения условно отграничивалась Крепелином от параноидной шизофрении и обозначалась как промежуточное звено между паранойей и шизофренией. В конце XIX века и первой половине XX века парафрения считалась отдельным заболеванием и выделялись следующие её формы: экспансивная, систематическая, конфабуляторная и фантастическая:102.
В настоящее время парафренический синдром психиатрами относится к одной из стадий шизофрении (чаще — параноидной) и не признаётся самостоятельной болезнью. Некоторыми авторами выделяется парафреническая шизофрения, характеризующаяся данным синдромом, систематизированностью и фантастичностью бредовых идей, тем не менее в МКБ-10 данная форма отсутствует.

## Описание
Парафренический бред при парафреническом синдроме содержит образные фантастические идеи особой миссии, величия и преследования. Парафренический бред также называется фантастическим, фантастным, иногда — «воображаемым бредом Дюпре». Синдром характеризуется сочетанием систематизированного бреда величия и бреда воздействия, возможен также бред преследования, отравления, ущерба или иного содержания. Бред сочетается с псевдогаллюцинациями, галлюцинациями или другими явлениями психического автоматизма:103. Больные считают себя великими людьми, обладающими фантастическими способностями, и при этом испытывают ощущения воздействия извне либо убеждены, что сами могут оказывать такое воздействие — например, «общаться с инопланетянами» посредством мыслей. Бред при этом основывается не только на интерпретации фактов реальной действительности, но и на галлюцинациях (слуховых, висцеральных), псевдогаллюцинациях и сенестопатиях:103. При параноидной шизофрении с парафреническим синдромом бывает апокалиптический бред, характеризующийся бредом гибели Вселенной, Земли, всего живого.
Синдром обычно протекает на фоне повышенного настроения — эйфории. Выделяется также маниакально-парафренический синдром (маниакально-парафренный; сочетание с маниакальным синдромом).
Синдром может также сопровождаться онейроидными помрачениями сознания.

## Характерные заболевания
Парафренный синдром характерен для параноидной шизофрении: парафренный вариант параноидной шизофрении с симптоматикой преимущественно систематизированной парафрении и экспансивно-параноидный вариант параноидной шизофрении с клиникой экспансивной парафрении:157. Также систематизированная парафрения встречается при бредовом расстройстве:165. При артериосклеротических психозах иногда наблюдается парафреноподобный синдром.